# Lasioserica brevipilosa
Lasioserica brevipilosa är en skalbaggsart som beskrevs av Moser 1919. Lasioserica brevipilosa ingår i släktet Lasioserica och familjen Melolonthidae. Inga underarter finns listade i Catalogue of Life.